# 埃里克·伦德奎斯特 (射击运动员)
埃里克·伦德奎斯特（瑞典語：Erik Lundquist，1896年4月29日—1961年8月20日），瑞典男子射击运动员。他曾代表瑞典参加1920年和1924年夏季奥林匹克运动会射击比赛，其中1920年奥运会获得一枚铜牌。